# Südwestpfalz
Südwestpfalz là một huyện (Kreis) ở phía nam bang Rheinland-Pfalz, Đức. Các huyện giáp ranh gồm (từ phía tây theo chiều kim đồng hồ) Saarpfalz, thành phố Zweibrücken, các huyện Kaiserslautern và Bad Dürkheim, thành phố Landau, Südliche Weinstraße, và tỉnh của Pháp Bas-Rhin. Thành phố Pirmasens hoàn toàn bao quanh huyện.

## Lịch sử
Huyện được lập ngày 18 tháng 1 năm 1818 với tên Landkommisariat Pirmasens. Trong cuộc cải tổ giai đoạn 1968-72, có nhiều thay đổi địa giới ở huyện này. Năm 1969, huyện kề bên Bad Bergzabern đã bị giải thể và một số khu vực đã được đã được chuyển qua huyện này còn một số đô thị khác được chuyển sang thành phố Pirmasens. Năm 1972, huyện Zweibrücken đã bị giải thể và chuyển vào huyện Pirmasens, và ngày 1 tháng 1 năm 1997 đã được đổi tên thành Südwestpfalz.

## Địa lý
Huyện này nằm trên đồi của Palatinate, rừng Palatinate. Sông Lauter có thượng nguồn gần thành phố Pirmasens.

## Huy hiệu
| Coat of arms | Ba cột đỏ trên nền vàng ở nửa bên trái là huy hiệu của Hanau-Lichtenberg, còn con sư tử nửa bên phải là của Palatinate. Các biểu tượng này đánh dấu các nhà nước lịch sử nằm ở khu vực của huyện cuối thế kỷ 19. |

## Thị xã và đô thị
| Verbandsgemeinden | Verbandsgemeinden | Verbandsgemeinden |
| --- | --- | --- |
| - 1. Dahner Felsenland 1. Bobenthal 2. Bruchweiler-Bärenbach 3. Bundenthal 4. Busenberg 5. Dahn1, 2 6. Erfweiler 7. Erlenbach bei Dahn 8. Fischbach bei Dahn 9. Hirschthal 10. Ludwigswinkel 11. Niederschlettenbach 12. Nothweiler 13. Rumbach 14. Schindhard 15. Schönau - 2. Hauenstein 1. Darstein 2. Dimbach 3. Hauenstein1 4. Hinterweidenthal 5. Lug 6. Schwanheim 7. Spirkelbach 8. Wilgartswiesen - 3. Pirmasens-Land [seat: Pirmasens] 1. Bottenbach 2. Eppenbrunn 3. Hilst 4. Kröppen 5. Lemberg 6. Obersimten 7. Ruppertsweiler 8. Schweix 9. Trulben 10. Vinningen | - 4. Rodalben 1. Clausen 2. Donsieders 3. Leimen 4. Merzalben 5. Münchweiler an der Rodalb 6. Rodalben1, 2 - 5. Thaleischweiler-Fröschen 1. Höheischweiler 2. Höhfröschen 3. Maßweiler 4. Nünschweiler 5. Petersberg 6. Reifenberg 7. Rieschweiler-Mühlbach 8. Thaleischweiler-Fröschen1 - 6. Waldfischbach-Burgalben 1. Geiselberg 2. Heltersberg 3. Hermersberg 4. Höheinöd 5. Horbach 6. Schmalenberg 7. Steinalben 8. Waldfischbach-Burgalben1 | - 7. Wallhalben 1. Biedershausen 2. Herschberg 3. Hettenhausen 4. Knopp-Labach 5. Krähenberg 6. Obernheim-Kirchenarnbach 7. Saalstadt 8. Schauerberg 9. Schmitshausen 10. Wallhalben1 11. Weselberg 12. Winterbach - 8. Zweibrücken-Land [seat: Zweibrücken] 1. Althornbach 2. Battweiler 3. Bechhofen 4. Contwig 5. Dellfeld 6. Dietrichingen 7. Großbundenbach 8. Großsteinhausen 9. Hornbach2 10. Käshofen 11. Kleinbundenbach 12. Kleinsteinhausen 13. Mauschbach 14. Riedelberg 15. Rosenkopf 16. Walshausen 17. Wiesbach |
| 1seat of the Verbandsgemeinde; 2town | | |